# Xã Center, Quận Dubuque, Iowa
Xã Center (tiếng Anh: Center Township) là một xã thuộc quận Dubuque, tiểu bang Iowa, Hoa Kỳ. Năm 2010, dân số của xã này là 2.505 người.